# Asterolasia trymalioides
Asterolasia trymalioides är en vinruteväxtart som beskrevs av Ferdinand von Mueller. Asterolasia trymalioides ingår i släktet Asterolasia och familjen vinruteväxter. Inga underarter finns listade i Catalogue of Life.